# ヴァルマラ69
ヴァルマラ69（英語: Valmara 69）は、イタリアのヴァルセラ・メカノテクニカ社で開発された対人地雷。V-69とも呼ばれる。同じメーカーが製造したヴァルマラ59の改良モデルである。

## 概要
いわゆる跳躍地雷（空中炸裂型地雷）の一種であり、地雷を踏むか、地雷から張られた罠線（トリップワイヤー）に引っかかることで起動し、少量の爆薬により地中から飛び出したあと、空中で主爆薬により炸裂する。
実戦用モデルのほか、訓練用モデルが存在する。また、シンガポールと南アフリカ共和国ではコピー品が製造されている。アンゴラ、エジプト、イラク、クルディスタン、クウェート、モザンビーク、スーダン、西サハラで使用されている。

## 構造
直径130ミリ、高さ205ミリで、プラスチック製外殻の内側に鋼製の弾体が収められている。通常、外殻は緑色または砂色だが、他の色も選択可能。
罠線が6キロの力で引っ張られるか、頂部の触針に10キロの圧力がかかることで起動する。起動すると弾体底部にある跳躍用火薬に点火して外殻から弾体が打ち上げられ、約45センチの高さで主爆薬に点火して炸裂する。主爆薬は420グラムのコンポジションB爆薬で、弾体には殺傷用の鋼製破片が1,000個以上収められている。危害半径は25メートルとされているが、それより大幅に広い範囲でも致命的な威力を示した実例がある。

## 派生型
- J-69 - 南アフリカ共和国で製造されたコピー品[2]。